# Aproximação linear

Linha tangente em (a, f(a))

Em matemática, uma aproximação linear é uma aproximação de uma função geral (mais precisamente, uma função afim). Elas são amplamente usadas no método de diferenças finitas para produzir métodos de primeira ordem para resolver-se ou obter soluções aproximadas para equações.

## Definição
Dada uma função {\displaystyle f(x)} contínua, diferenciável e com uma variável real {\displaystyle x}, cujo valor é próximo de uma constante {\displaystyle a}, temos:
{\displaystyle f(x)\approx f(a)+f'(a)(x-a)}
Para valores próximos de {\displaystyle a}, a curva descrita pela função {\displaystyle f(x)} se aproxima de uma reta. Dessa forma, se uma reta for traçada  tangente a essa curva, no ponto {\displaystyle a}, é possível calcular o valor aproximado de {\displaystyle f(x)}.

## Exemplo
Calculemos o valor aproximado de {\displaystyle {\sqrt[{3}]{25}}}.
1. Seja {\displaystyle f(x)=x^{1/3}}, o problema se resume a encontrar o valor de {\displaystyle f(25)}.
2. Precisamos de um valor {\displaystyle a} próximo de 25, e do qual saibamos o valor de {\displaystyle f(a)}, sabemos que {\displaystyle f(27)=3} então usemos {\displaystyle a=27}
3. Derivando {\displaystyle f(x)} e encontrando o valor de {\displaystyle f'(a)}:
{\displaystyle f'(x)={\frac {x^{-2/3}}{3}}={\frac {1}{3{\sqrt[{3}]{x^{2}}}}}} assim, {\displaystyle f'(27)={\frac {1}{3{\sqrt[{3}]{27^{2}}}}}={\frac {1}{27}}}
4. Usando a aproximação linear:
{\displaystyle f(25)\approx f(27)+f'(27)(25-27)=3-2/27\approx 2,926}
5. O resultado é bem próximo do valor real de 2,924